# Príamo Lozada
Príamo Lozada (Santo Domingo, 1962-Venecia, 14 de junio de 2007) fue un curador de arte dominicano que desarrolló su carrera en México, particularmente en el Laboratorio Arte Alameda (LAA).

## Trayectoria
Lozada nació en Santo Domingo. Estudió economía en ese país. Radicó en México a partir de 1995. Realizó el primer Festival de Video y Arte Electrónico de México en el Ex Teresa Arte Actual en ese año. En 1999 curó el Festival de Video y Artes Electrónicas Vid@rte en el Centro Nacional de las Artes, mismo que incluyó la presentación de artistas como Chris Marker, Eder Santos y Johan Grimoprez.
Fue curador en jefe del Laboratorio Arte Alameda desde su creación en 2000, recinto en el que curó exposiciones de artistas como Antoni Muntadas y Rafael Lozano-Hemmer, entre otros.
Falleció accidentalmente en Venecia, mientras se encontraba como comisario en el montaje de la exposición «Algunas cosas pasan más veces que todo el tiempo» de  Rafael Lozano-Hemmer en la Bienal de Venecia.
A partir del archivo personal de Lozada, compuesto por unas 6 mil piezas, el LAA conformó su centro de documentación por lo que dicho centro lleva su nombre desde 2015.Dentro de la información del Centro de Documentación Príamo Lozada se encuentran registros de obras, bitácoras y detalles sobre montajes de exposiciones.